# Anna Speller
Anna Speller (Amsterdam, 28 februari 1984) is een Nederlandse zangeres en actrice.

## Biografie
In haar jeugd volgt Speller lessen bij Jeugdtheater Sirkel in Sittard en Jeugdtheater Partout in Maastricht. Na haar HAVO begint Speller op net 17-jarige leeftijd haar carrière als vocalist door mee te doen aan het Yorin-programma Starmaker. Ze wint een plek als zangeres in de, door het programma gevormde, popgroep K-otic. De popgroep heeft een explosief succes bij voornamelijk Nederlandse tieners en ze krijgt plotsklaps bekendheid. Als popgroep brengt ze verscheidene singles en de albums Bulletproof en Indestructible uit. In 2015 was ze te zien in de realityserie De Zeven Zeeën.

### Acteren
Doordat K-otic in 2003 uit elkaar gaat krijgt Speller de ruimte om haar andere passie, acteren, aandacht te geven. Ze begint aan een acteeropleiding bij De Trap in Amsterdam. Haar eerste rol is die van Merel Westhof in de serie Het Glazen Huis van AVRO, TROS en BNN. Door tegenvallende kijkcijfers wordt de serie echter na één seizoen stopgezet.
In 2006 wordt het boek Het Woeden Der Gehele Wereld van Maarten 't Hart verfilmd en krijgt ze de rol van Joanna Overstein. Het jaar erop speelt ze samen met Monique van der Werff de hoofdrollen in de film Honeyz van regisseur Tom Six en is ze te zien in de film The Making Of, geregisseerd door Ruben Sebban, op het Nederlands Film Festival.
In 2010 begint ze haar rol als Nina in de serie Feuten. Hier komen drie seizoenen van en in het najaar van 2013 is ze ook in de film Feuten: Het Feestje te zien. In 2014 heeft Speller een bijrol in het tweede seizoen van Divorce.
In 2015 deed ze mee aan Expeditie Robinson.

### Zang
Ook na K-otic en naast haar filmcarrière is Speller actief als vocalist.
Ze maakt demo's als Dirty en Something in the Air en werkt samen met anderen.
In 2006 zingt ze samen met Dewi Pechler en, voormalig collega bij K-otic, Bouchra Tjon Pon Fon in de groep Bliss en met de jongens van alteRego & Baldylox maakt ze het nummer Knock Knock Bang Bang.
Eind 2013 covert ze met drie andere zangeressen het nummer Royals van Lorde. De samenwerking gaat zo goed dat ze, met hulp van songwriter en producer Alain Clark, een meidenband vormen, genaamd ADAM. Speller schrijft voor de band het eerste nummer, Weten dat je het waard bent, geïnspireerd door het nummer 7 Seconds van Youssou N'Dour en Neneh Cherry. De officiële eerste single Hit Me Again komt uit in februari 2014.
De muziekvideo van de tweede single, Go To Go, gaat viraal over de hele wereld. In de video zijn Sanne den Besten, Suzanne Kipping en Speller te zien terwijl ze zingend klaarkomen. Binnen vijf dagen is de video meer dan 8.000.000 keer bekeken. In januari 2015 is ze te zien in de realityserie Like Adam, waarin het tot stand komen en het wel en wee van de band te zien is. Mede door het plots overlijden van haar vader verlaat ze de band net voordat de serie uitkomt. In april 2015 blijkt dat de band van meet af aan door omroep BNN is verzonnen om een gescripte realityserie over de meiden te kunnen maken.
In 2024 was Anna een van de discipelen in het paasverhaal van The Passion. Deze keer vanuit Zeist.

## Filmografie
- Het Glazen Huis: Merel Westhof (2004-2005)
- Van Speijk: Saskia - afl. Waar een wil is en geen weg (2006)
- Het woeden der gehele wereld: Joanna Overstein (2006)
- Honeyz: Eva Groen (2007)
- The Making Of: Mandy (2007)
- De co-assistent: Chloe - afl. De beoordeling (2009)
- Voetbalvrouwen: Lisa (2010)
- ONM: Jacqueline "Jacq" Brunel #2 (2010)
- Feuten: Nina (2010-2013)
- Hextasia: Kelly (2011)
- De Meisjes van Thijs: Zichzelf - afl. Anna (2011)
- Iedereen is gek op Jack: Vrouw - afl. Het appartement (2012)
- Feuten: Het Feestje: Nina (2013)
- Divorce: Felicity (2014)
- Sinterklaas & Diego: Het Geheim van de Ring (2014) als Famke
- Like Adam: Haarzelf (2015)
- De Zeven Zeeën: Kandidaat (2015)
- Expeditie Robinson: Kandidaat (2015)
- De Alleskunner VIPS: Kandidaat (2023)
- The Passion: Discipel (2024)

## Discografie

### Van Pi

#### Singles
- Dreamroof (2014)

### ADAM

#### Singles
- Royals (cover) (2013)
- Weten dat je het waard bent (2013)
- Hit Me Again (2014)
- Go to Go (2014)
- Howie DeWitt (2014)
- On to Something (2014)

### K-otic

#### Studioalbums
- Bulletproof (2001)
- Indestructible (2002)

#### Singles
- Damn (I think I love you) (2001)
- I can’t explain (2001)
- I really don’t think so (2001)
- No perfect world (2001)
- Falling (2002)
- I surrender (2002)
- I don’t understand (2002)
- Tears won’t dry (2003)

Voor een compleet overzicht zie Discografie K-otic.

### Demo's
- Something in the Air (2012)
- Dirty (2012)

### Ander optreden
Vocals
- Honeyz - Titelsong (2006)
- alteRego & Baldylox - Knock Knock Bang Bang (2012)